# Maisie Dobbs
Pour les articles homonymes, voir Dobbs.
Maisie Dobbs est un personnage de fiction créé par Jacqueline Winspear. Elle exerce l'activité de Psychologue et Enquêteur à Londres dans les années qui suivent la Première Guerre mondiale.

## Biographie fictive
Maisie Dobbs est la fille de Frankie Dobbs, marchand de quatre-saisons. Elle perd sa mère alors qu'elle est encore enfant. Après avoir travaillé comme employée de maison chez Lady Rowan, elle entame des études à Girton College (Cambridge). Infirmière pendant la Première Guerre mondiale, elle connaît alors un amour malheureux. Après la guerre, Maisie s'installe à Londres et travaille avec son mentor, le Dr Maurice Blanche, détective. Quand Blanche prend sa retraite, Maisie fonde sa propre agence et devient détective privé.

## Personnages secondaires
- Frankie Dobbs est le père de Maisie. Il quitte Londres pour Chelstone, dans le Kent. Palefrenier des Compton, il réside dans un cottage attenant à leur propriété.
- Billy Beale est l'assistant de Maisie Dobbs. Il a lui aussi combattu pendant la Grande Guerre, et, à la suite d'une blessure, a rencontré Maisie, alors infirmière. Il est marié et père de famille.
- Maurice Blanche est le mentor de Maisie. C'est lui qui s'est chargé de son éducation alors qu'elle était encore employée de maison chez Lord et Lady Rowan.
- Priscilla Partridge (née Evernden) est une amie de Maisie. Peu avant la guerre, alors que toutes deux sont étudiantes à Girton College, Priscilla présente Simon Lynch à Maisie.

## Série policièreMaisie Dobbs
12 des 14 romans de la série n'ont pas encore été traduits en français :
- Maisie Dobbs (2003) Publié en français sous le titre Maisie Dobbs, traduit par Jean-Christophe Napias, Paris, LGF, Le Livre de poche. Policier no 35042, 2007  (ISBN 978-2-253-11902-9)
- Birds of a Feather (2004) - Prix Agatha 2004 Publié en français sous le titre Les Demoiselles de la Plume blanche, traduit par Jean-Christophe Napias, Paris, LGF, Le Livre de poche. Policier no 35054, 2008  (ISBN 978-2-253-11901-2)
- Pardonable Lies (2005) Publié en français sous le titre Mensonges inavouables, City Ed., 2021
- Messenger of Truth (2006) Publié en français sous le titre Le Messager de la vérité, City Ed., 2021
- An Incomplete Revenge (2008)
- Among the Mad (2009)
- The Mapping of Love and Death (2010)
- A Lesson in Secrets (2011)
- Elegy for Eddie (2012)
- Leaving Everything Most Loved (2013)
- A Dangerous Place (2015)
- Journey to Munich (2016)
- In this Grave Hour (2017)
- To Die but Once (2018)
- The American Agent (2019)
- The Consequences of Fear (2021)